# Morochów (szczyt)
Morochów – zalesiony szczyt o wysokości 449 m n.p.m., na Pogórzu Przemyskim.